# Stephen Brun
Pour les articles homonymes, voir Brun.
Stephen Brun, né le 4 juillet 1980 à Caen, est un joueur français de basket-ball de 2,02 mètres qui évolue au poste d'ailier fort. Il est aujourd'hui retraité et consultant pour RMC et RMC Sport, sur la chaîne YouTube First Team et, depuis octobre 2022, sur la chaîne de basket SKWEEK.

## Biographie

### Formation à Cholet (1998-2001)
Stephen Brun intègre le centre de formation de Cholet en 1998 jusqu'en 2000. En parallèle de sa formation sportive dans le centre de formation, il poursuit ses études même s'il ne se présentera finalement pas pour les épreuves du baccalauréat car ayant un mauvais pressentiment au réveil. Au cours de la saison 1999-2000, il fera une apparition en équipe première pour 4 minutes et 2 points. Il est sélectionné en équipe de France U20 (espoirs) pour disputer le championnat d'Europe U20 à Ohrid en Macédoine. Il y cumulera 8 sélections pour 6 minutes et 2,6 points de moyenne .
Pour la saison 2000-2001, il est un élément majeur de l'équipe U20 (espoirs) de Cholet avec 8 rebonds et 17,9 points par match de moyenne. De plus, il fait quelques apparitions au sein de l'équipe de Pro A pour un total de 3 matchs. À l'issue de la saison, Stephen Brun est nommé All Star Espoir 2001 . Remarqué outre-Atlantique, il intègre le Federal University College of Kansas, mais reviendra en Europe quelques mois plus tard, préférant le goût de la mayonnaise française.

### FC Mulhouse Basket (2001-2002)
Pour la saison 2001-2002, il est prêté pour la saison au FC Mulhouse Basket en Pro B afin qu'il puisse bénéficier d'un temps de jeu plus important. Il jouera 24 matchs pour 9 minutes et 3,3 points de moyenne.

### Hermine de Nantes Atlantique (2002-2003)
Lors de l'été 2002, il signe pour une demi-saison à l'Hermine de Nantes Atlantique.
Pour la saison de Pro B 2002-2003, il intègre la rotation de l'équipe de Nantes. Il y joue 25 matchs pour 17 minutes et 5,7 points de moyenne après avoir été prolongé jusqu'à la fin de la saison. Le bilan de ces deux premières saisons de Pro B n'est pas bon. En particulier, son manque d'attitude professionnelle, son immaturité et des difficultés relationnelles avec l'encadrement sont évoqués. En conséquence, il ne reçoit pas de propositions de contrat de la part de clubs en France. Finalement, il signe pour une saison à Lausanne en LNA (Suisse).

### Lausanne (2003-jan. 2004)
Pour la saison 2003-2004, Stephen Brun commence la saison avec Lausanne. Le rebond est très spectaculaire : en 14 matches, il marque 22,9 points, prend 8 rebonds et obtient une évaluation moyenne de 21,8. Au sein du contingent des joueurs étrangers, il est considéré comme un joueur majeur de l'équipe. Cependant, le championnat est d'un niveau faible et peu structuré.

### Étendard de Brest (jan. 2004 - 2005)
Ses performances sont remarquées et en janvier 2004, il résilie son contrat pour s'engager pour une saison et demie avec Brest entraîné par Yves-Marie Vérove alors en Pro B. Il y joue 12 matchs pour 25 minutes, 6,3 rebonds et 11,8 points de moyenne confirmant son début de saison en Suisse et la reprise en main de sa carrière.
La saison 2004-2005 est celle de la confirmation pour Stephen Brun et celle de la plus belle épopée pour Brest. Le club commence la saison par une série de 17 victoires consécutives dont 16 en championnat de Pro B. À l'issue de la saison régulière 2004-2005, Brest finit premier du championnat. Il participe à 30 matchs dont 10 dans le 5 de départ, pour 29 minutes, 5,9 rebonds et 17 points de moyenne. À l'issue des play-offs, Brest devient champion de France de Pro B. Stephen Brun améliore ses statistiques avec 4 matchs joués dont 4 dans le 5 de départ, pour 37 minutes, 9,5 rebonds et 19,3 points de moyenne.
Cette saison 2004-2005 reste comme la plus prolifique en records de sa carrière. Il y réalise ses records absolus de points (30), tirs à 2 points réussis (8), tirs à 2 points tentés (14), tirs à 3 points réussis (8), tirs à 3 points tentés (14), lancers francs réussis (7), lancers francs tentés (8), rebonds défensifs (11), total rebonds (13 par 2 fois), interceptions (4), dunks (2 par 2 fois). À l'issue de la saison, il est sacré meilleur joueur français de Pro B en 2005. En cours de saison, il devait rejoindre le club de Lyon-Villeurbanne en Pro A pour jouer les phases finales. Finalement, l'accord échouera et il n'y signera qu'à l'été 2005 pour 2 saisons.

### ASVEL Lyon-Villeurbanne (2005-2006)
Pour la saison de Pro A 2005-2006, il intègre la rotation de l'équipe de Lyon-Villeurbanne avec 32 matchs joués dont 1 dans le 5 de départ, pour 14 minutes et 7,3 points de moyenne.

### BCM Gravelines Dunkerque (2006-2008)
Lors de l'été 2006, alors qu'il est lié pour une saison supplémentaire avec l'ASVEL, ce dernier club accepte de le libérer afin qu'il puisse rejoindre Gravelines Dunkerque pour deux saisons.
À l'issue de la saison, il est appelé pour la première fois en équipe de France. Il participe au stage de préparation à Divonne-les-Bains ainsi qu'au Tournoi de Strasbourg entre le 10 juillet 2006 et le 23 juillet 2006. Il y gagnera une sélection officielle en équipe de France le 22 juillet 2006 contre la Lituanie. Assez logiquement, car en concurrence avec Boris Diaw et Florent Piétrus, il n'est pas retenu pour le championnat du monde 2006 organisé au Japon. Il s'y rendra tout de même pour y disputer un concours de "Macarena" face à son ami, Kōji Nakata. Stephen est aussi passionné par la culture des Geishas.
Pour la saison de Pro A 2006-2007, il devient un joueur important de Gravelines Dunkerque avec 32 matchs joués dont 16 dans le 5 de départ pour 24 minutes et 8,7 points de moyenne. Le BCM réalise une saison très moyenne, marquée par de nombreuses blessures au sein de l'effectif, et ponctuée par une 8e place à l'issue de la saison régulière. Ils seront défaits au premier tour des play-offs par Nancy.
Pour la saison de Pro A 2007-2008, il confirme son statut de joueur important de Gravelines Dunkerque avec 29 matchs joués dont 13 dans le 5 de départ pour 25 minutes et 10,6 points de moyenne. En décembre 2007, Stephen Brun, qui tenait depuis son arrivée un blog sur le site officiel du club, est mis à l’écart du groupe pour avoir critiqué publiquement le club. Le même mois l'entraineur Frédéric Sarre, faute de résultats, sera remplacé par Philippe Namyst. Le club finira par se maintenir en Pro A avec la dernière place de non-relégable (14e). À l'issue de la saison Stephen Brun regrettera le choix de la direction du club de couper Frédéric Sarre
À l'issue de la saison, il est appelé pour la seconde fois en équipe de France. Il participe entre le 20 juillet 2008 et le 20 septembre 2008 aux stages de préparation et au tournoi de Qualifications pour le championnat d'Europe de basket-ball 2009. Il y gagnera 14 sélections supplémentaires en équipe de France. Lors du tournoi il jouera les 6 matchs officiels pour 20 minutes et 6,8 points de moyenne. Il a été un joueur important de la rotation en étant le 7e joueur le plus utilisé par Michel Gomez tant en temps de jeu qu'en points marqués. Malheureusement l'équipe de France terminera 2e de son groupe et n’obtiendra pas sa qualification pour le Championnat d'Europe de basket-ball 2009. Cependant, elle l'obtiendra lors d'un tournoi de repêchage en 2009.

### KK Split (2008-fév. 2009)
À 28 ans,à l' apogée de sa gloire grâce à une vie equilibrée, Stephen Brun, véritable stakhanoviste du basket, s'engage pour une saison avec le club de Split en Croatie. Il profitera de cette période pour jouer au poker, ce qui lui permettra d'engranger plusieurs millions dans des parties nocturnes endiablées sur full tilt poker, contre des joueurs reconnus comme Phil Ivey . Il joue le début de saison en Ligue Adriatique pour 21 minutes et 7 points de moyenne. Cependant, le club en difficulté financière, ne lui versant pas son salaire, il redevient libre de tout contrat.

### SLUC Nancy (fév. 2009-2011)
Le club du SLUC Nancy le contacte à la suite de la blessure longue-durée de Lamayn Wilson en février 2009. Il y signe jusqu'à la fin de la saison de Pro A 2008-2009. Il jouera avec le SLUC 14 matchs dont 1 dans le 5 de départ, pour 17 minutes et 5,3 points de moyenne. À l'issue de la saison, il prolonge son contrat pour 2 saisons supplémentaires.
Pour la saison de Pro A 2009-2010, il joue dans une équipe visant le titre. Il confirme son statut de joueur majeur de la rotation avec 29 matchs joués dont 14 dans le 5 de départ pour 24 minutes et 7,8 points de moyenne. Nancy terminera 5e place à l'issue de la saison régulière et sera défait au premier tour des play-offs par Gravelines Dunkerque.
Pour la saison de Pro A 2010-2011, il fait partie intégrante de la rotation avec 28 matchs joués dont 7 dans le 5 de départ pour 19 minutes et 6,1 points de moyenne. Le SLUC Nancy terminera à la 2e place à l'issue de la saison régulière et sera sacré Champion de France. Stephen Brun augmentera toutes ses statistiques pendant les play-offs avec 7 matchs dont 2 dans le 5 de départ pour 23 minutes et 8,9 points de moyenne. Cependant à l'issue de la saison, le club souhaite se renforcer à son poste et ne lui propose pas de prolongation.

### JSF Nanterre (2011-2013)
Pour la saison de Pro A 2011-2012, Stephen Brun part jouer un mois à Alicante en pré-saison mais n'est pas conservé à cause d'un problème administratif, en effet il a été arrêté en soirée par la Guardia civile dans un bar à tapas. Alors que les négociations avaient échoué dans un premier temps, il rejoint en septembre 2011 le club de la JSF Nanterre juste promu en Pro A. Il y joue 27 matchs dont 3 dans le 5 de départ pour 20 minutes et 7,6 points de moyenne. Alors que le club visait le maintien, il termine à la 11e place. Nanterre lui propose de re signer pour une nouvelle saison.
Pour la saison de Pro A 2012-2013, Stephen Brun participera à l'épopée de la JSF Nanterre. Alors que le club possède l'avant-dernier budget de Pro A et que la relégation ou une course au maintien lui est promise, elle va faire une saison exceptionnelle en se qualifiant pour la finale de la coupe de France perdue contre Paris-Levallois et terminer 8e de la saison régulière. Stephen Brun contribue par ses statistiques à cette très belle saison en jouant 29 matchs dont 6 dans le 5 de départ pour 20 minutes et 7,9 points de moyenne. En play-offs, ils battent successivement Gravelines (1re de la saison régulière puis Chalon-sur-Saône (Champion 2012) et se qualifient en finale contre Strasbourg.

### SOM boulonnais (Jan. 2014-2015)
Le 27 décembre 2013, il annonce rejoindre les rangs de l'équipe leader du championnat de Pro B, le SOMB en retrouvant son ami de longue date et entraîneur de l'équipe, Germain Castano qu'il a connu à Mulhouse. L'objectif étant de propulser l'équipe vers le championnat de Pro A. Il officialise sa signature au début de l'année 2014,.
Le 12 février 2015, il est suspendu 10 matchs dont 5 fermes par la LNB pour s'être livré à des paris sportifs concernant des compétitions organisées par la ligue.

### Cholet Basket (2015-2016)
Le 15 juin, il rejoint son club formateur, le Cholet Basket pour une dernière saison au plus haut niveau.
Le 24 octobre 2015, il se blesse au gros orteil et doit manquer quatre à six semaines de compétition.
Le 12 février 2016, Stephen Brun écope d'une suspension de 10 matchs dont 5 fermes ainsi que d’une amende de 1000 euros pour avoir parié sur des matchs du championnat de France de basket. Ce qui précipite la fin de sa carrière.
Le 8 avril 2016, il annonce la fin de sa carrière professionnelle,.

### Stade de Vanves Basket (2016-2017)
Le 28 mai 2016, il signe au Stade de Vanves Basket en Nationale 2.

### Reconversion professionnelle
Il développe aussi ses compétences dans le domaine du journalisme grâce à son pygmallion Denis Chargé en devenant l'un des consultants réguliers de la chaîne Sport+.
Depuis 2016, il est aussi consultant pour SFR Sport et RMC. Il commente des matchs sur SFR Sport 2 et il participe à l'émission Basket Time et aux paris sportifs basket dans l'émission Les Grandes Gueules du Sport sur RMC. À la rentrée 2023, il obtient la présentation d'une émission omnisports hebdomadaire intitulée Stephen Time, le samedi de 19 h à 20 h 30. A la rentrée 2024, l'émission Stephen Brunch remplace Stephen Time et est diffusé tous les dimanche entre 13h et 15h.
Il se distingue depuis 2016 dans l’émission NBA First Day Show sur la chaine Youtube First Team par ses blagues et son humour avec Erwan Abautret et Thomas Dufant où il fait une chronique : « Coach Brown ».
En 2023, il est consultant pour les plus grandes affiches de Betclic Élite sur Skweek. La saison suivante, il officie pour DAZN, qui a repris les droits du championnat français ainsi que les matchs de l'Équipe de France.

## Parcours professionnel
- 2000-2001 :  Cholet Basket (espoirs et Pro A)
- 2001-2002 :  FC Mulhouse Basket (Pro B)
- 2002-2003 :  Hermine de Nantes Atlantique (Pro B)
- 2003-janvier 2004 :  Lausanne Morges Basket
- janvier 2004-2005 :  Étendard de Brest (Pro B)
- 2005-2006 :  ASVEL Lyon-Villeurbanne (Pro A)
- 2006-2008 :  BCM Gravelines-Dunkerque (Pro A)
- 2008-février 2009 :  KK Split
- février 2009-2011 :  SLUC Nancy (Pro A)
- 2011-2013 :  JSF Nanterre (Pro A)
- 2014-2015 :  SOMB Boulogne-sur-Mer (Pro B)
- 2015-2016 :  Cholet Basket (Pro A)
- 2016-2017 :  Stade de Vanves Basket (Nationale 2)

## Palmarès

### Titres en club
- Champion de France Pro A en 2011 avec Nancy et en 2013 avec Nanterre.
- Champion de France Pro B en 2005 avec l'Étendard de Brest et en 2014 avec Boulogne.
- Vainqueur du Trophée du Futur (Espoirs Pro A) avec le Cholet Basket en 2000 et 2001.

### Sélections nationales
- 8e du Championnat d'Europe des moins de 20 ans en 2000 en Macédoine.
- 15 sélections en équipe de France entre le 22 juillet 2006 à Strasbourg contre la Lituanie et le 20 septembre 2008 à Limoges contre la Turquie[41].

### Distinctions individuelles
- Meilleur joueur français de Pro B en 2005[41]
- All Star Espoir : 2001

## Vie privée
Son papa, Christian, est un ancien joueur de basket-ball au niveau professionnel. Il a deux frères, Jérémy et Johan.
Depuis 2014, il est en couple avec la basketteuse Laëtitia Kamba.